# Ton Pronk
Anton Pronk, Spielername Ton Pronk, (* 21. Mai 1941 in Amsterdam; † 26. August 2016 in Purmerend) war ein niederländischer Fußballspieler.

## Karriere

### Vereine
Aus der Jugendakademie von Ajax Amsterdam hervorgegangen, kam Pronk bereits 19-jährig im Seniorenbereich für die Erste Mannschaft in der Eredivisie, der höchsten Spielklasse im niederländischen Fußball, in 30 von 34 Saisonspielen zum Einsatz und debütierte am 4. September 1960 (3. Spieltag) beim torlosen Unentschieden im Heimspiel gegen die PSV Eindhoven. Am Saisonende belegte er mit seiner Mannschaft den zweiten Platz – zwei Punkte hinter Feyenoord Rotterdam; im Wettbewerb um den KNVB-Pokal bestritt er sieben Spiele und siegte mit seiner Mannschaft im Finale über NAC Breda mit 3:0.
Während seiner Vereinszugehörigkeit bis zum Saisonende 1969/70 bestritt er 258 Punktspiele, in denen er sechs Tore erzielte, sein erstes am 5. November 1967 (13. Spieltag) beim 9:1-Sieg im Heimspiel gegen die NEC Nijmegen mit dem Treffer zum 2:0 in der neunten Minute. Er gewann viermal die Meisterschaft und dreimal den nationalen Vereinspokal, sowie den International Football Cup, auch als Rappan-Pokal bekannt, bei der Premiere des Wettbewerbs. Bei vier Teilnahmen im Wettbewerb um den Europapokal der Landesmeister bestritt er 16 Spiele und gelangte einzig am 28. Mai 1969 ins Finale, das jedoch im Estadio Santiago Bernabéu mit 1:4 gegen den AC Mailand verloren wurde. Im Wettbewerb um den Europapokal der Pokalsieger bestritt er einzig die beiden Zweitrundenspiele gegen Újpesti Dózsa SC Budapest. Im Wettbewerb um den Messestädte-Pokal, dem Vorgängerwettbewerb des UEFA-Pokals, bestritt er bei seiner Teilnahme 1969/70 lediglich drei Spiele. Im Wettbewerb um den Rappan-Pokal bestritt er bei vier Teilnahmen mit insgesamt 23 Spielen die meisten.
Mit 29 Jahren erwog er einen Vereinswechsel und kam von 1970 bis 1974 für den Ligakonkurrenten FC Utrecht 62 Punktspiele, in denen er zwei Tore erzielte, und mit Platz sechs am Saisonende 1971/72 das beste Ergebnis in der Meisterschaft erzielte. Für den FC Utrecht bestritt er ein einziges Pokalspiel; am 9. Januar 1972 verlor er dieses mit 0:2 beim HFC Haarlem in der 1. Runde.

### Nationalmannschaft
Für die A-Nationalmannschaft bestritt er 19 Länderspiele und debütierte am 14. Mai 1961 im zweiten WM-Qualifikationsspiel der Gruppe 4 beim 1:1-Unentschieden gegen die Nationalmannschaft der DDR in Leipzig. In den Jahren 1961, 1962 und 1963 bestritt er elf Freundschafts-Länderspiele, sowie vier EM-Qualifikationsspiele 1964 und eins am 4. Oktober 1967 gegen die Nationalmannschaft Dänemarks. Sein letztes Spiel als Nationalspieler bestritt er am 7. Mai 1969 im dritten WM-Qualifikationsspiel der Gruppe 8 beim 1:0-Sieg über die Nationalmannschaft Polens in Rotterdam.

## Erfolge
- Finalist Europapokal der Landesmeister 1969
- IFC-Sieger 1962
- Niederländischer Meister 1966, 1967, 1968, 1970
- KNVB-Pokal-Sieger 1961, 1967, 1970